# Chříč
Chříč (jusqu'en 1924 aussi Křič ; en allemand : Krzicz ; de 1939 à 1945 Kreitsch) est une commune du district de Plzeň-Nord, dans la région de Plzeň, en République tchèque. Sa population s'élevait à 225 habitants en 2022.

## Géographie
Chříč se trouve à 33 km au nord-est de Plzeň et à 58 km à l'ouest-sud-ouest de Prague.
La commune est limitée par Krakovec au nord, par Slabce à l'est, par Zvíkovec et Studená au sud, et par Holovousy et Slatina à l'ouest.

## Histoire
La première mention écrite de la localité date de 1318.

## Galerie

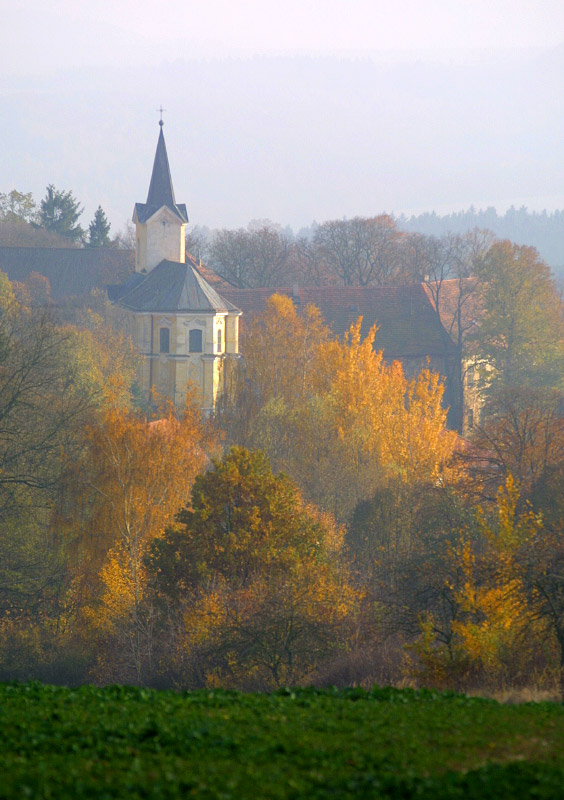
Église Saint-Jean-Népomucène.
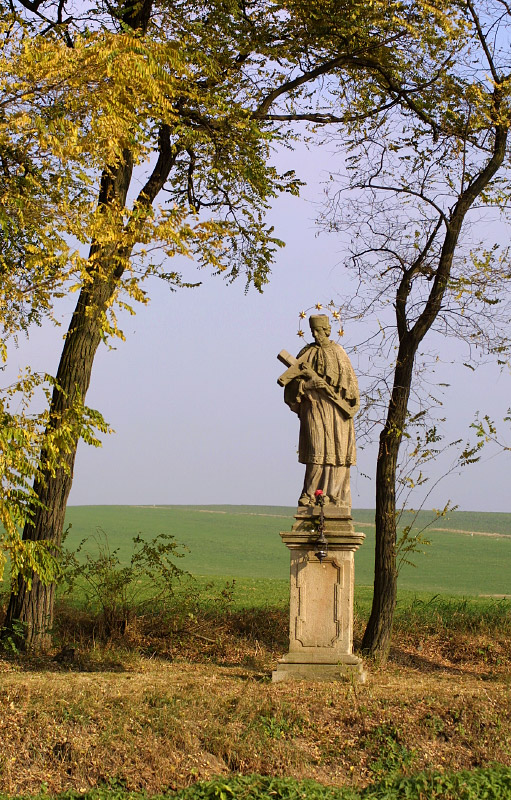
Statue de saint Jean Népomucène.

## Administration
La commune se compose de deux quartiers :
- Chříč
- Lhota

## Transports
Par la route, Chříč se trouve à 13 km de Kralovice, à 24 km de Rakovník, à 42 km de Plzeň et à 78 km de Prague. 